# A Senhora Ministra
A Senhora Ministra é uma série de televisão portuguesa de humor exibida em 2000 pela RTP1. Esta série dá continuidade à série A Mulher do Senhor Ministro onde Lola Rocha Passa a ser Ministra e Rocha passa a ser um simples desempregado.

## Elenco
- Ana Bola - Lola Rocha (Maria Aurora Rocha)
- Victor de Sousa - Américo Silva Rocha
- Maria Vieira - Maria da Ajuda
- Rita Loureiro - Mafalda
- Heitor Lourenço - Lourenço Marques
- Paulo Pinto - Noé

### Elenco adiconal
- Anita Guerreiro - Ausenda
- Marina Albuquerque
- Márcia Breia
- Fernando Gomes - inspector Joaquim
- António Capelo - Adolfo
- Teresa Roby - Margarida Margarante
- Maria Henrique
- Maria de Lima
- Nuno Lopes - Nuno